# 175633 Yaoan
175633 Yaoan este un asteroid din centura principală de asteroizi.

## Descriere
175633 Yaoan este un asteroid din centura principală de asteroizi. A fost descoperit pe 9 octombrie 2007 la XuYi în cadrul programului PMO NEO Survey. Asteroidul prezintă o orbită caracterizată de o semiaxă mare de 3,19 ua, o excentricitate de 0,04 și o înclinație de 6,5° în raport cu ecliptica.